# دو نجیب‌زاده ورونایی

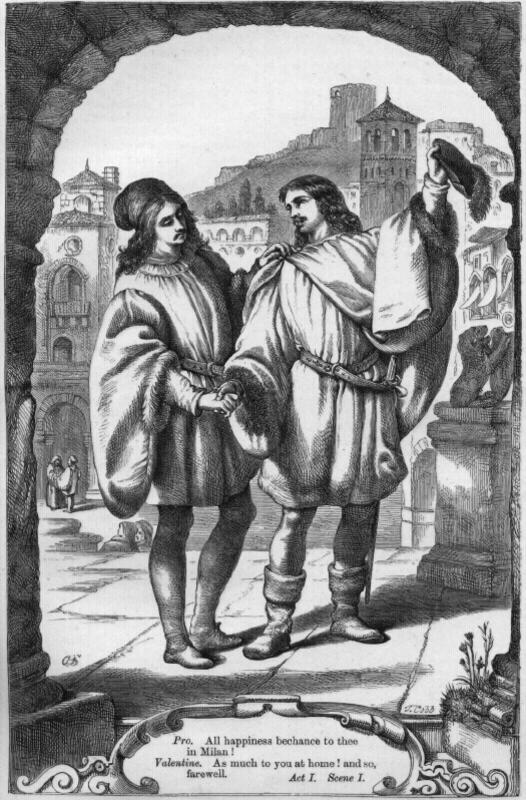
والنتاین و پروتئوس، طرحی از هنری کرتنی سلاس (۱۸۳۰)

دو نجیب‌زاده ورونایی نمایشنامه‌ای کمدی اثر ویلیام شکسپیر است که در حدود سال‌های ۱۵۹۴–۱۵۹۲ نوشته شده‌است.

## مآخذ نمایشنامه
داستان درگیری «پروتئوس-جولیا» نزدیک‌ترین تطابق را با درگیری‌های دو شخصیت «فلیکس-فلیسمنا» در رمان دیانا انامورادا، اثر عاشقانه اسپانیایی نوشته خورخه دو مونته مایر در سال ۱۵۸۲ دارد. برای بقیه نمایشنامه تطابق دیگری پیدا نشده‌است، اما رفاقت بین رقبا در مثلث‌های عشقی در ادبیات رنسانس متداول بوده‌است.

## شخصیت‌های نمایش
این نمایش در پنج پرده تدوین شده و دارای سیزده شخصیت و تعدادی سیاهی لشکر است. شخصیت‌های اصلی نمایشنامه عبارت اند از:
- والنتاین: جنتلمن و از خاندانی خوب، دوستی واقعی و همیشه عاشق.
- پروتئوس: بدجنس و بوقلمون صفت، خائن به مقام دوستی و عشق.
- سیلویا: بانویی دل‌نشین و زیبا، دختر دوک میلان و معشوقه والنتاین.
- ژولیا: دوستدار همیشگی پروتئوس که به ناگزیر به هیئت پسران درمی‌آید.
- ثوریو: عاشق و خواستگار ثروتمند و دست و پا چلفتی سیلویا، رقیب زشت و ابله والنتاین.
- عالیجناب اگلامور
- آنتونیو
- دوک میلان
- اسپید
- لانس
- کرب
- لوستا
- پانتینو
- راهزنان بیشه‌های بیرون مانتوآ، خدمتکاران، نوازندگان، قراولان.

## محل وقوع حوادث نمایشنامه
ورونا، میلان و بیشه‌ای نزدیک مانتوآ.

## خلاصه‌ای از نمایشنامه
پروتئوس و والنتاین دو جنتلمن جوان از اهالی ورونا که سال‌ها دوستان خوب و معتمد هم بوده‌اند با مسافرت والنتاین به میلان و دربار امپراتور از هم جدا می‌شوند. پروتئوس که عاشق ژولیای آسمانی است در شهر باقی می‌ماند تا شاید به کام دل برسد. پروتئوس نزدیک است که به کام دل خود برسد که به وسیله پدرش که از ماجرا باخبر شده و معتقد است که برای مرد هیچ خوبی ندارد که در جوانی سیروسفر نکند به دنبال والنتاین به میلان فرستاده می‌شود…